# Grimório do Papa Leão
O Grimório do Papa Leão ou Enquirídio do Papa Leão é um grimório francês (um livro de magia) que é pseudepigraficamente atribuído ao Papa Leão III. O livro afirma ter sido publicado em 1523, mas a versão mais antiga conhecida do texto é de 1633. Ele foi listado em registros policiais em associação com o Caso dos Venenos, e uma cópia foi de propriedade de Marc Antoine René de Voyer.
Este grimório, junto com outros grimórios Bibliothèque bleue tais como o Grimório do Papa Honório e Petit Albert, foram levados para as colônias do Caribe francês, se tornando a fundação da tradição mágica literária da região.